# Zigenins
Els zigenins (Zygaeninae) són una subfamília de lepidòpters ditrisis de la família dels zigènids (Zygaenidae).

## Característiques
Inclou espècies menudes de colors vius, sovint amb reflexos metàl·lics. Són prou comunes a certes zones del mediterrani, com herbassars de muntanya, erms i camps abandonats. N'hi ha només dos gèneres.

## Gèneres
- Zygaena Fabricius, 1775
- Reissita Tremewan, 1959